# مدرسه نصریه
پیدایی طبقه جدید روشن‌فکر در ایران منجر به ستیز سنت گرایان و روشنفکران جهت تأسیس مدارس گردید. تعطیل شدن مکتب خانه‌ها که وسیله ارتباطی بین خانواده وروحانیت بود بر شدت مخالفت با مدارس جدید می‌افزود.چرا که باتعطیلی مکتب خانه‌ها، اولین مکان مؤثر در شکل‌دهی ذهنیت دینی دچار آسیب میگردید. از جمله افرادی که در اردبیل مانع بزرگی در جهت تأسیس مدارس نوین بود میرزا علی اکبر مجتهد بود.او مدارس نوین را اشکولا (برگرفته از واژه School به معنی مدرسه) میخواند به مردم عامی میگفت که تحصیل در چنین مدارسی سبب ترویج بابی‌گری می‌شود.

میرزا علی اکبر به همراه طرفدارانش

او به واسطه داشتن قدرت و ثروت به کمک هوادارانش در تعطیلی مدارس نقش عمده‌ای ایفا نمودند.چرا که روشن شدن حقایق علوم زمان از جمله تحصیل کودکان به علوم جدید فی المثل جغرافیا سبب بروز بابی گری میگردید.به واسطه فشارهای بیش از حد او مخبرالسلطنه دستور داد موقتاً تدریس جغرافیا در مدارس نوین حذف گردد تا به نحوی موجب تعطیلی مدارس نگردد.کسروی معتقد است که میرزا علی اکبر زورش بیشتر بوده تا علمش.
به واسطه اصرار بیش از حد مردم به تحصیل فرزندانشان در مدارس نوین، توسعه این مدارس دراردبیل با استقبال مواجه گردید.

اعضا هیئت نشر معارف اردبیل-1328 قمری

## تاریخچه تاسیس مدرسه در اردبیل
اولین مدرسه به سبک جدید در اردبیل در سال ۱۳۲۲ قمری تأسیس گردید. محمد ولیخان تنکابنی ملقب به نصرالسلطنه از رجال دولتی قاجار بود.تو بعد از مشروطیت به نخست وزیری ایران رسید.پس از بی مهری مظفرالدین شاه به عنوان والی اردبیل برگزیده گردید.او در هشتم ربیع الثانی ۱۳۲۲ وارد اردبیل گردید. روشنفکران اردبیل مقدم او را گرامی داشتند و با همکاری او اولین مدرسه بنام نصریه که با اهتمام نصرالسلطنه صورت پذیرفت نامگذاری شد.

## منبع
- کتاب اردبیل در گذرگاه تاریخ-تألیف بابا صفری -انتشارات دانشگاه آزاد اردبیل-صفحه۱۸۵
- کتاب از میرزا علی اکبر تا مروج